# Szara Płyta (Dolina Kobylańska)
Szara Płyta – skała w Dolinie Kobylańskiej na Wyżynie Olkuskiej, we wsi Kobylany, w gminie Zabierzów, w powiecie krakowskim, w województwie małopolskim. Znajduje się w grupie skał w dolnej części orograficznie prawych zboczy doliny, pomiędzy Małą Płytą i Wysoką Płytą.
Dolina Kobylańska jest jednym z najbardziej popularnych terenów wspinaczki skalnej. Skały posiadają dobrą asekurację. Zbudowana z wapieni Szara Płyta znajduje się na terenie otwartym. Od południowo-wschodniej strony posiada połogą, pionową lub przewieszoną ścianę o wysokości 12–20 m i wybitny filar. Pomiędzy nim a północno-wschodnią częścią ściany znajduje się komin. Przez wspinaczy skalnych skała zaliczana jest do Grupy Zjazdowej Turni. Wspinacze poprowadzili na niej 24 drogi wspinaczkowe o wystawie północno-wschodniej, wschodniej, południowo-wschodniej i południowej. Mają zróżnicowany stopień trudności od III do VI.4+ w skali Kurtyki. Niemal wszystkie drogi mają zamontowane punkty asekuracyjne: ringi (r) i stanowisko zjazdowe.

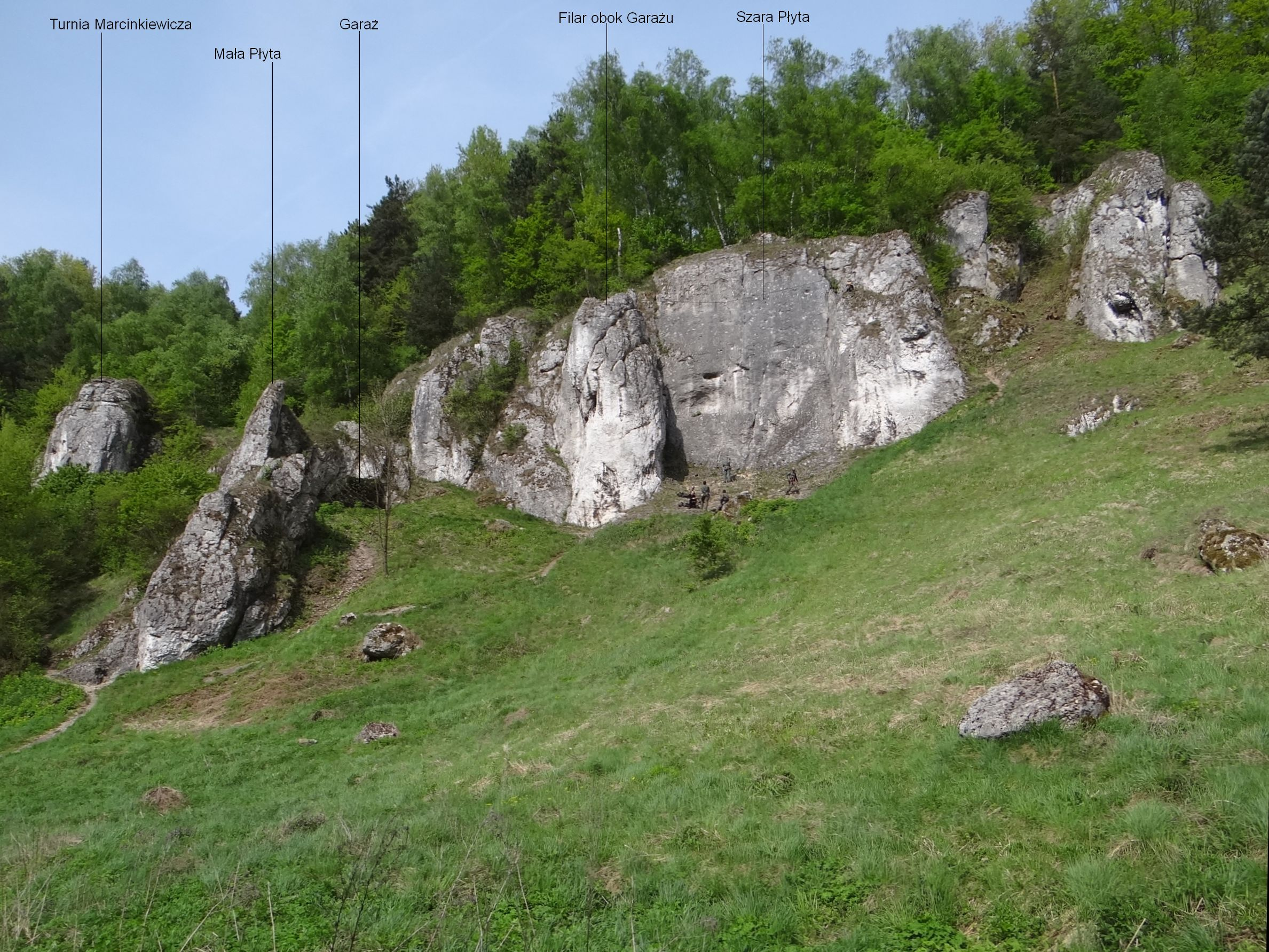
Położenie
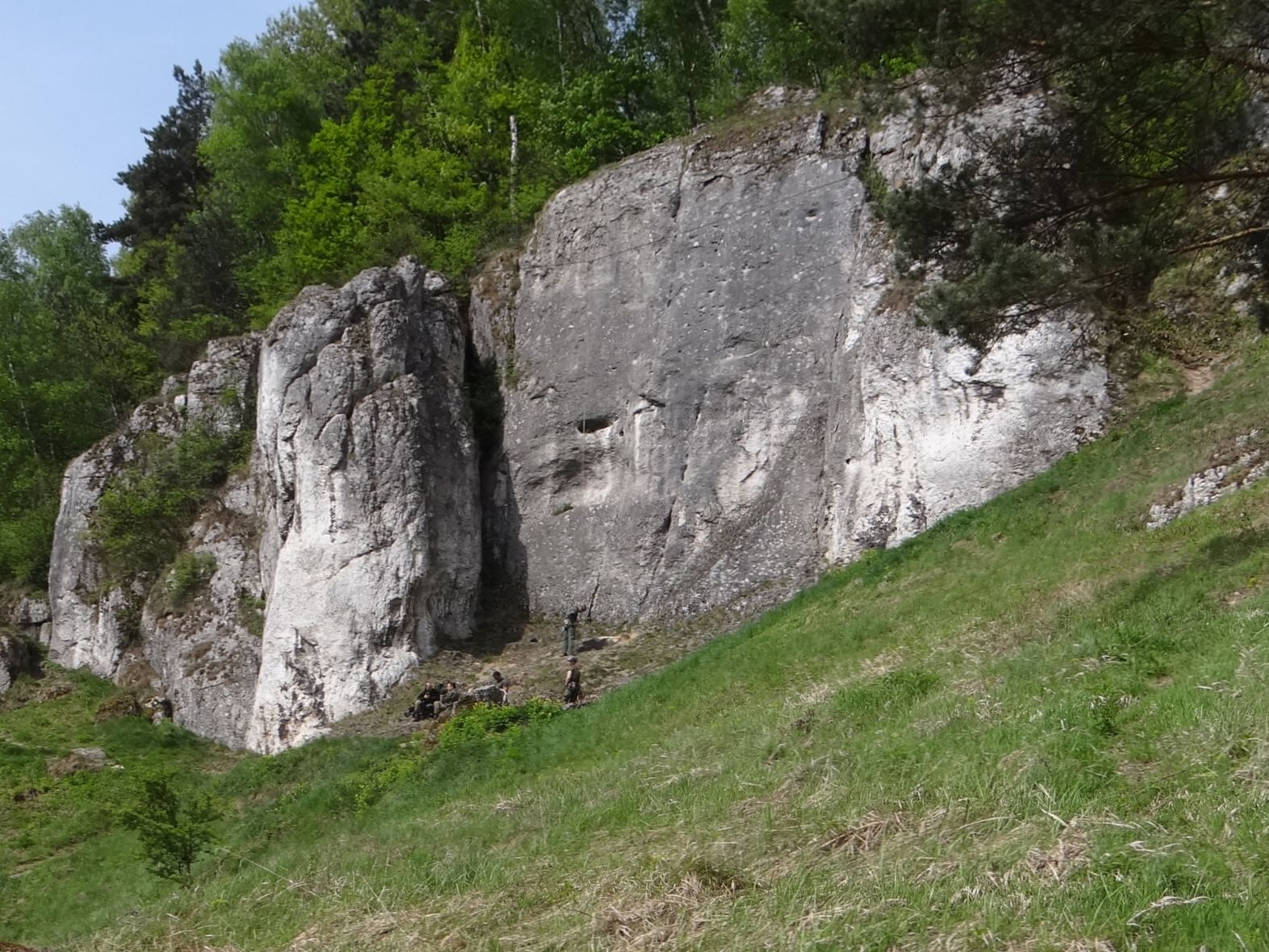
Filar (po lewej) i Szara Płyta (po prawej)
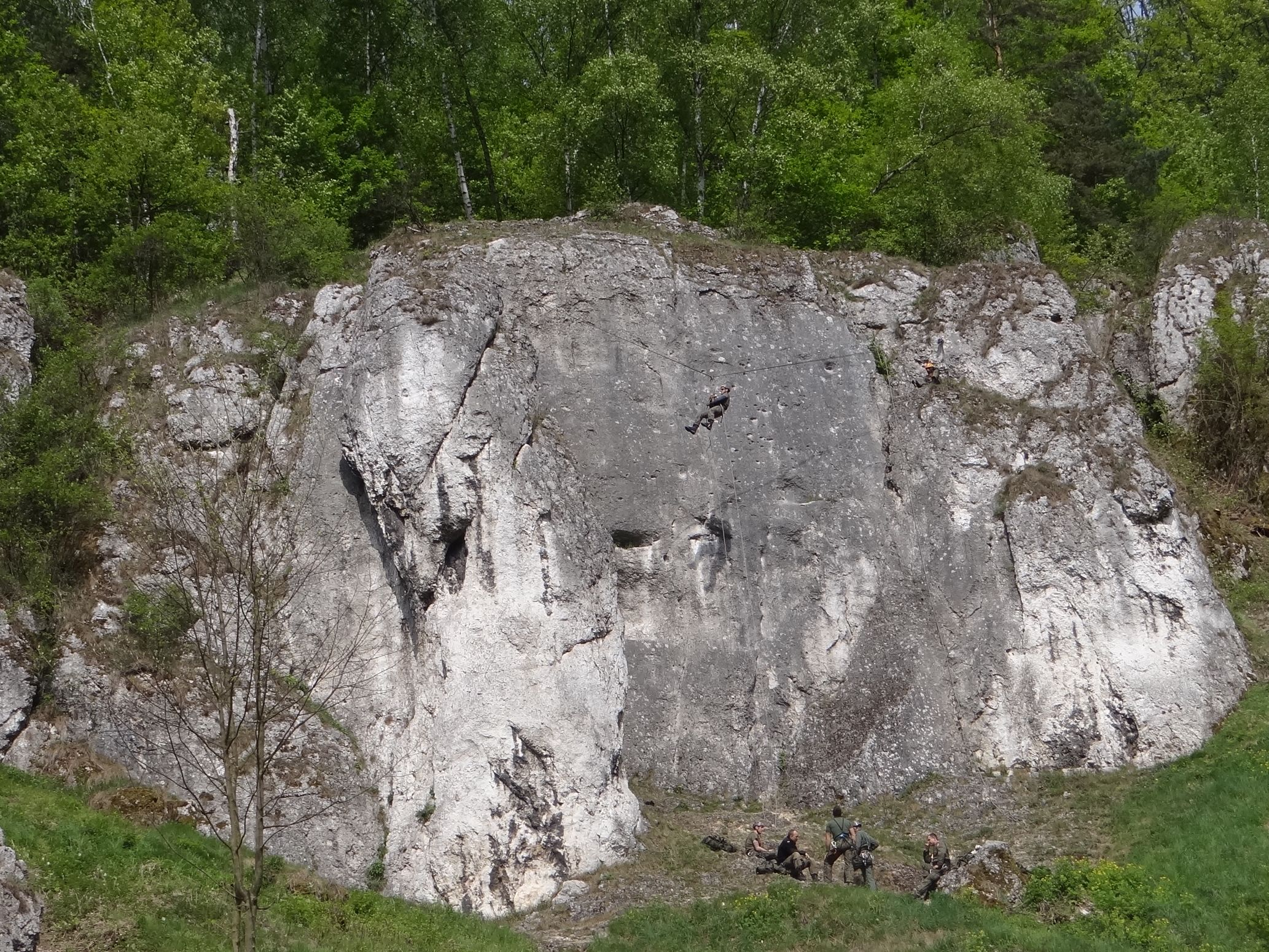
Szara Płyta od południowego wschodu

## Drogi wspinaczkowe
Garaż
1. Garage revisited; 2r + st, VI.1, 7 m
2. Garage re-revisited; 3r + st, VI.2, 8 m
3. Pół serio; 3r + st, VI.2+, 13 m
4. Komin Sasa; 6r + st, VI-, 13 m
5. Rysa obok Garażu; 6r + st, VI.1+, 15 m
6. Ryski nad ryskami; 6r + st, VI.2, 15 m
7. Środek filara; 6r + st, VI.2+, 14 m
8. Trawers Malczyka; 7r + st, VI.1+, 14 m
9. Filar obok Garażu; 5r + st, VI, 13 m

Szara Płyta 2
1. Rysa Koguta; 5r + st, V+, 12 m
2. Owsiki; 4r + st, V, 12 m
3. Eksterminacja kaczek; 6r + st, 13 m

Szara Płyta 3
1. Majowe szaleństwa; 7r + st, VI.3+, 14 m
2. Odmienne stany świadomości; 7r + st, VI.3/3+, 14 m
3. Szara płyta; 8r VI.3, 14 m
4. Parszywa dziewiętnastka; 6r + st, VI.4+, 14 m
5. Czas apokalipsy; 8r + st, VI.3+/4, 14 m
6. Schody do nieba; 6r + st, VI.4/4+, 14 m
7. Zacięcie szarej; 6r + st, III, 14 m
8. Zacięcie szarej wprost; 7r + st, IV+, 12 m
9. Szarada; 5r + st, VI.1+, 15 m
10. Droga Mazurkiewicza; 1r + st, VI, 12 m
11. Ryski Malczyka; 7r VI.2, 12 m[3].